# Parador de Baiona

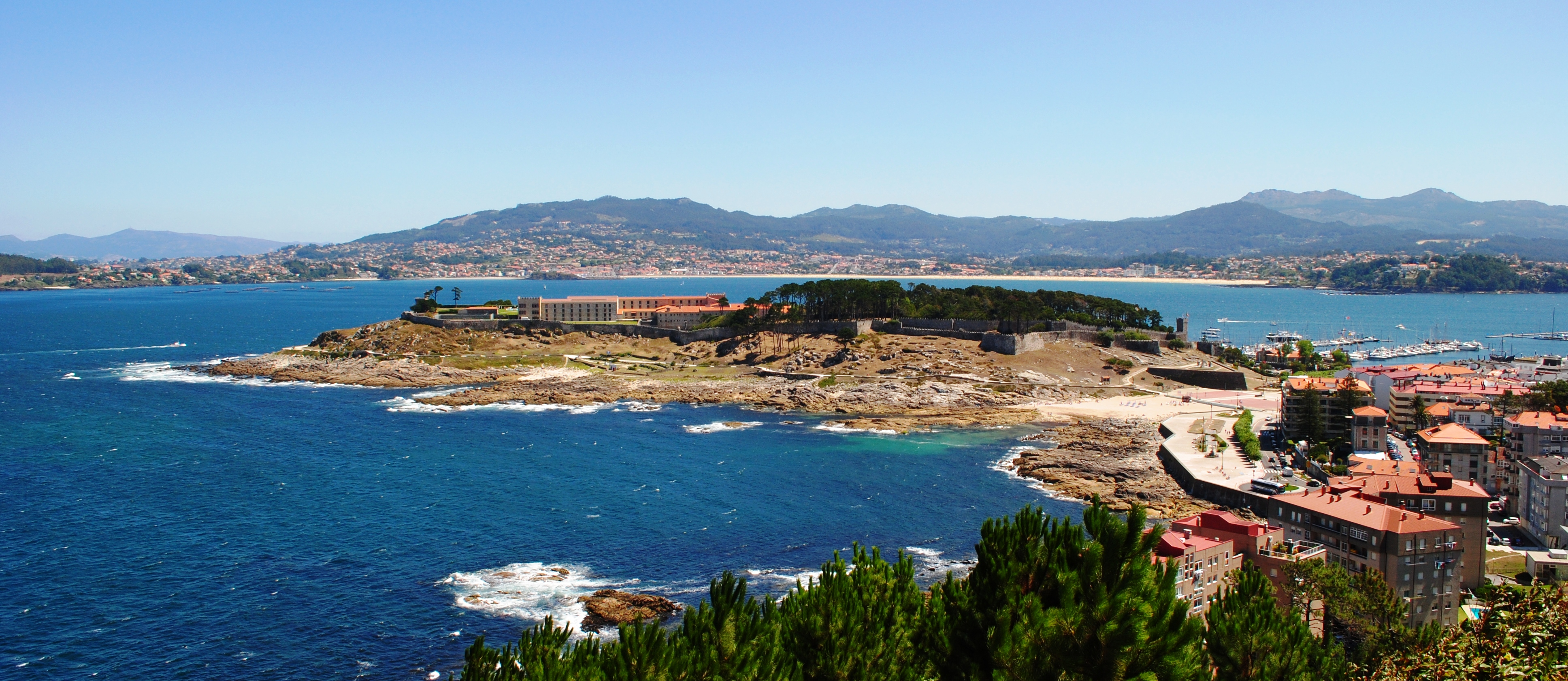
Parador de Baiona.

Der Parador de Baiona ist ein spanisches Hotel der staatlichen Kette Parador in Baiona, einer Stadt in der Provinz Pontevedra der Autonomen Region Galicien. Der Parador befindet sich auf einer Halbinsel, wo sich ursprünglich das Castillo de Monte Real befand.

## Lage

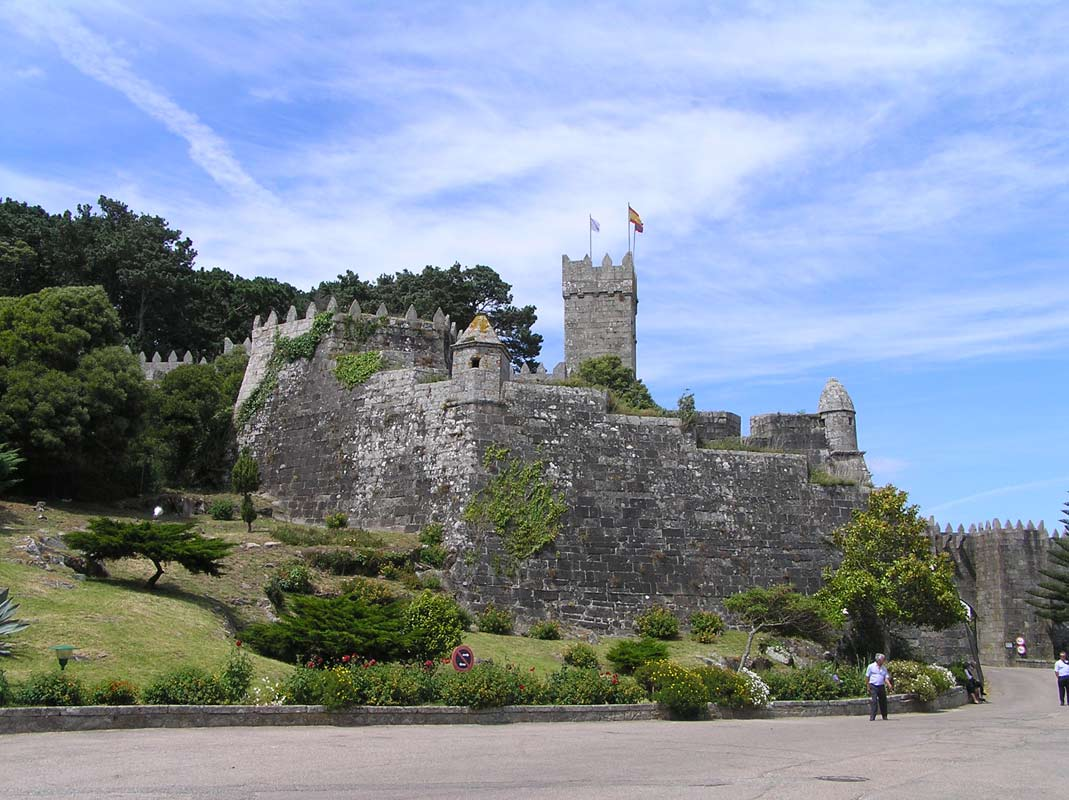
Castillo de Monte Real.

Die Anlage mit einem großen Park, vom Meer umgeben, ist nur über ein Vorwerk zu erreichen, das den Zugang zur Landzunge versperrt. Die von Steilhängen umgebene Halbinsel ist durch eine zinnenbekrönte Mauer geschützt.

## Geschichte
Der Parador wurde auf den Ruinen einer Burg errichtet. Auf dem großen Gelände befand sich ein Franziskanerkloster, von dem die Kuppel der Kapelle erhalten ist, die sich über der Eingangshalle und der Haupttreppe des heutigen Hotels befindet. Von der Festung sind noch drei Türme und die Umfriedung erhalten.